# Psychotria merrillii
Psychotria merrillii là một loài thực vật có hoa trong họ Thiến thảo. Loài này được Kaneh. miêu tả khoa học đầu tiên năm 1932.